# Burnett Hillman Streeter
Burnett Hillman Streeter (Londra, 17 novembre 1874 – Basilea, 10 settembre 1937) è stato un teologo e presbitero inglese.

## Biografia
Studiò al The Queen's College dell'Università di Oxford e fu ordinato sacerdote nel 1899. Dal 1922 sino alla sua morte fu membro della Commissione arcivescovile sulla dottrina della Chiesa di Inghilterra. Scrisse una dozzina di libri nei campi della filosofia della religione, delle religioni comparate e nella critica testuale del Nuovo Testamento.
Il suo lavoro più importante fu The Four Gospels: A Study of Origins (1924), nel quale presentò l'ipotesi delle quattro fonti come nuova soluzione del problema sinottico; in questa stessa pubblicazione sviluppò la teoria dei testi locali nel processo di trasmissione dei manoscritti del Nuovo Testamento. Trovò anche un nuovo tipo testuale, quello cesariense; sottolineò la vicinanza testuale del Codex Sinaiticus e della Vulgata di Girolamo.

## Opere
- A Statement of Christian Belief in Terms of Modern Thought, (1912).
- The Sadhu: A Study in Mysticism and Practical Religion, (1921).
- The Four Gospels, a Study of Origins treating of the Manuscript Tradition, Sources, Authourship, & Dates, (1924).
- Reality: A New Correlation of Science and Religion, (1926).
- Primitive Church Studied with Special Reference to the Origins of the Christian Ministry, (1929).
- The Chained Library, (1931).
- The Buddha and the Christ, (Bampton Lectures, 1932).
- Reality A New Correlation Of Science And Religion, (1935).